# Томарли (Теренкольський район)
Томарли́ (каз. Томарлы) — село у складі Теренкольського району Павлодарської області Казахстану. Адміністративний центр Томарлинського сільського округу.
Населення — 843 особи (2021; 873 у 2009, 1180 у 1999, 1650 у 1989).
Національний склад станом на 1989 рік:
- росіяни — 38 %;
- німці — 26 %;
- казахи — 25 %.

До 2023 року село називалось Федоровка.